# Khlyst
Khlyst (russisch Peitsche oder Chlysten) war ein 2004 initiiertes multinationales Drone-Doom-Projekt.

## Geschichte

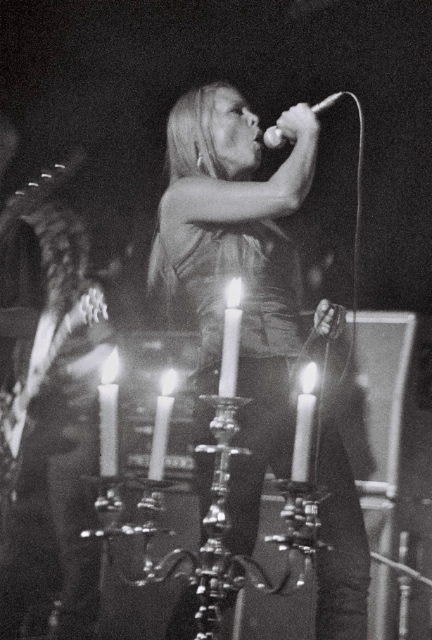
Gammelsæter bei einem Auftritt mit Thorr’s Hammer 2009

Khlyst wurde von dem Schlagzeuger Tim Wyskida von Blind Idiot God und dem Gitarristen James Plotkin von O.L.D., nach der Auflösung des gemeinsamen Projektes Khanate, mit der Thorr’s-Hammer-Sängerin Runhild Gammelsæter, 2006 gegründet. Nach der Veröffentlichung eines Albums 2006, einem Auftritt in New York City und einer diesen Auftritt dokumentierenden Live-DVD 2008 wurde das Projekt stillgelegt.
Das Trio nahm das Debütalbum Chaos Is My Name um den Jahreswechsel 2004/2005 auf. Die beiden Amerikaner Wyskida und Plotkin spielten ihren Teil in New York ein, während die Norwegerin Gammelsæter den Gesang in Oslo aufnahm. Während Plotkin die Aufnahme in New York technisch begleitete, ließ sich Gammelsæter durch Jørgen Munkeby von der norwegischen Band Shining unterstützen. Die Aufnahmen wurde anschließend von Plotkin abgemischt und erschien im Oktober 2006 über Hydra Head Records. Das überwiegend improvisierte Album polarisierte die Rezensenten. Es erhielt von Kritikern wie Eduardo Rivadavia von Allmusic gänzlich negative Wertungen. Das Decibel Magazin bezeichnete es gar als Comedy-Album des Jahres. Andere Rezensenten lobten das Album als „unmöglich zu ergründen, faszinierend, aber nie langweilig oder vorhersehbar“ sowie das Projekt als den „neuen Namen im Drone“.
Am 2. November 2006 kam die Gruppe zusammen und spielte ihr einziges Konzert während des CMJ Festivals im New Yorker Lincoln Center. Das Konzert wurde aufgezeichnet und 2008 als limitierte DVD über Hydra Head Records und aRCHIVE veröffentlicht.

## Stil

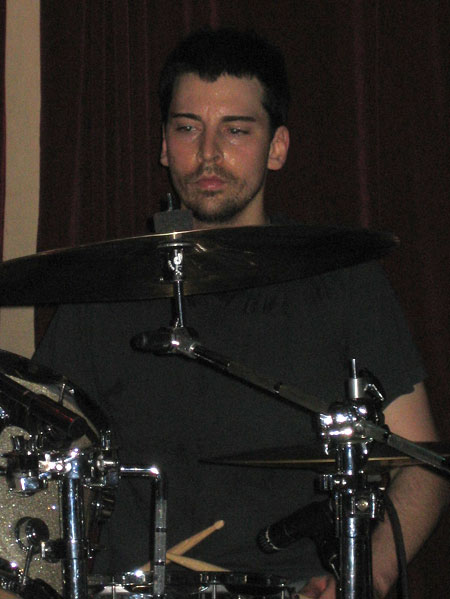
Wyskida bei einem Auftritt mit Khanate 2005

Die Musik wird zumeist dem Drone Doom sowie unterschiedlichen Facetten des Post-Industrials, insbesondere dem Dark Ambient, mit Einflüssen aus der Avantgarde zugerechnet. Entsprechend werden Vergleiche zu Aghast, Sunn O))), Diamanda Galás, John Zorn und Khanate bemüht, um die Musik zu umschreiben. Der häufig mit einem Hall-Effekt versehene Gesang wird als „Schreien, Heulen und gutturales Kreischen“ präsentiert. Das Gitarrenspiel wird als „erschütternd und gequält“ sowie als experimentell und zerfahren beschrieben. Das Schlagzeugspiel gilt ebenso als zerfahren und unstrukturiert. Entsprechend wird das Album Chaos Is My Name in einer für das Webzines Mescalin Injection verfassten Rezension beschrieben:

„Es gibt keine Riffs oder Akkorde im eigentlichen Sinne. Der Bass dient […] dazu, der tonalen Hölle einen Nährboden zu bereiten. Das Schlagzeug agiert jenseits gängiger Normen und ist eher als Untermalung der Klanggerüste zu verstehen. Es gibt keinen regulären, bzw. bekannten Standard-Beat, keinen leicht nachvollziehbaren Takt, […] aber es gibt als zusätzlichen Kontrast einen Sänger [sic!], der so widerlich und hässlich kreischt, schreit, keift, krächzt und brüllt, winselt und leidet, dass man beim Hören dieser musikalischen Apokalypse einzig und allein daran denken muss, dass diese Musik einfach nur erschreckend fremdartig klingt.“

## Diskografie
- 2006: Chaos Is My Name (Album, Hydra Head Records)
- 2008: Chaos Live (Live-DVD, Hydra Head Records/aRCHIVE)